# Arabisso
Arabisso o Arabissa (in greco antico: Ἀραβισσός?, in latino Arabissus) era una città della Cappadocia, situata ai piedi del massiccio dell'Antitauro, nell'odierna Turchia, e che corrisponde all'attuale Afşin.
Fu sede episcopale suffraganea di Melitene dal 392 al 692, anno della conquista islamica.
In essa ebbero i natali l'arcivescovo ariano Eudossio (fine del III secolo) e l'imperatore bizantino Maurizio nel 539.
Secondo la tradizione cristiana, San Cesario patì il martirio proprio ad Arabisso, quando erano imperatori Galerio e Massimiano.